# Горностай (сторожевой корабль)
Горностай — сторожевой корабль Черноморского флота ВМФ СССР, головной корабль проекта 50. Бортовой номер 432.

## Служба
Сторожевой корабль "Горностай" - головной корабль проекта 50. Был зачислен в списки кораблей ВМФ  7 декабря 1951 года и 20 декабря 1951 года заложен на стапеле судостроительного завода № 445 им. 61 коммунара в Николаеве (заводской номер №1120). Спущен на воду 30 июня 1952 года, вступил в строй 30 июня 1954 года и 25 февраля 1955 года был включен в состав флота.
1 декабря 1962 года был выведен из боевого состава, законсервирован и поставлен в отстой сначала в Севастополе, 10 сентября 1968 года в Очакове. 22 мая 1972 года в Донузлаве поставлен на отстой.
С 20 марта 1981 по 12 ноября 1986 года на СРЗ в Поти прошел капитальный ремонт. 15 февраля 1989 года расконсервирован и вновь введен в строй.
24 июня 1991 года был исключен из состава ВМФ в связи со сдачей в ОФИ для разоружения, демонтажа и реализации. 1 октября 1991 года расформирован и осенью 1992 года разделан на металл в Севастополе.

## Командиры
- Житнюк Петр Сафронович

## Примечание
1. ↑  На флоте серии неофициально называлась «полтинники» или «зверьки». Поскольку серия была большой названия вскоре перешли на птиц, а часть кораблей остались номерными.
2. 1 2 3 4 5  Сторожевой корабль "Горностай". Черноморский флот - информационный ресурс (2024). Дата обращения: 7 ноября 2024. Архивировано 8 ноября 2024 года.